# Nasza Legia
Nasza Legia (w skrócie NL) – polskie czasopismo sportowe, przeznaczone dla kibiców poszczególnych sekcji Legii Warszawa (zwłaszcza klubu piłkarskiego), wydawane z przerwami od 7 kwietnia 1997 roku w Warszawie. Pierwszy i przez wiele lat jedyny tego typu magazyn klubowy w Polsce.

## Historia czasopisma
Czasopismo swym tytułem nawiązuje do jednorazowego biuletynu, wydanego przez CWKS Legia Warszawa z okazji pierwszego meczu półfinałowego Pucharu Europy Mistrzów Klubowych sezonu 1969/1970, pomiędzy Legią i Feyenoordem, rozegranego 1 kwietnia 1970 na Stadionie Wojska Polskiego.
W 1997 roku regularne pismo utworzył Wiesław Giler, stając się tym samym jego pierwszym redaktorem naczelnym – wydawcą gazety była zaś należąca do niego sieć sklepów Przedsiębiorstwo Handlowe „Pelcowizna”. Tygodnik do 2007 pozostawał niezależny od klubu.
Po kilku latach pojawiły się problemy finansowe związane z jego wydawaniem przez założyciela, które spowodowały konieczność odsprzedania pisma innemu podmiotowi. Zainteresowanym okazał się właściciel KP Legia Warszawa SSA – Grupa ITI, który we wrześniu 2007 odkupił prawa do tytułu od PH „Pelcowizna”. Początkowo czasopismo nadal pozostawało tygodnikiem, jednak od października 2008 stało się miesięcznikiem. Redaktorem naczelnym magazynu został Janusz Partyka, który z „Naszą Legią” związany był od początku jej istnienia. Niektóre numery gazety wydano w formie dwumiesięcznika (np. listopad–grudzień 2012 oraz styczeń–luty 2013). W kwietniu 2013 roku klub ogłosił zawieszenie wydawnictwa.
W lecie 2023 Legia Warszawa postanowiła reaktywować tytuł — cykl wydawniczy ustalono na kwartał, tj. co trzy miesiące.